# Alfred Scott
Alfred Henry Scott (ur. ok. 1840, zm. 28 maja 1872) – delegat na negocjacje z rządem federalnym na temat utworzenia kanadyjskiej prowincji Manitoba.
Scott 1869 był rezydentem kolonii nad Rzeką Czerwoną. Jego wcześniejsze losy są nieznane. Prawdopodobnie był obywatelem USA. Był barmanem w saloonie, którego właścicielem był amerykański obywatel F. O’Lone, a potem sprzedawcą w sklepie innego Amerykanina Henry’ego McKenneya. Związek z tymi ludźmi, a być może także wcześniejsze doświadczenia życiowe, związały go z niewielką grupą zwolenników aneksji amerykańskiej.
W czasie gdy ustalano skład delegacji na końcową fazę negocjacji kończącą rebelię nad Rzeką Czerwoną, dołączono do niej także Scotta, jako reprezentanta amerykańskiej mniejszości. Pozostałymi delegatami byli: rzecznik Metysów Joseph-Noël Ritchot i protestantów John Black. Dołączenie Scotta do delegacji było krokiem czysto taktycznym. Chodziło o osłabienie pozycji Ritchota. Choć Scott postanowił popierać prorządowe stanowisko Blacka, nie wniósł wiele w negocjacje. W większości był ignorowany w czasie rozmów, sam będąc bardzo pasywnym.
W czasie pobytu w Ottawie spotkał się z konsulem rządu USA. Przyczyny spotkania są nieznane. Po zakończeniu negocjacji na krótko wybrał się do Nowego Jorku, gdzie prawdopodobnie nawiązał kontakty z fenianistami, po czym powrócił do Manitoby. Wkrótce potem śmiertelnie zachorował. Był pierwszym pacjentem szpitala w St. Boniface – Hospital Saint-Boniface. W czasie choroby nawrócił się na katolicyzm.